# Journal of Near-Death Studies
El Journal of Near-Death Studies es una revista académica trimestral revisada por pares dedicada al campo de los estudios sobre la ECM. Es publicada por la International Association for Near-Death Studies.
El fundador y redactor jefe de la revista fue Kenneth Ring. Redactores posteriores fueron Bruce Greyson y Janice Holden.

## Historia
La revista se creó en 1982 como Anabiosis y obtuvo su nombre actual en 1987 con el inicio del volumen 6. De 1997 a 2003 fue publicada por Kluwer Academic Publishers, pero el acuerdo se suspendió al finalizar el volumen 21.